# Vito Lasalandra
Vito Lasalandra (Abbiategrasso, 17 marzo 1975) è un allenatore di calcio ed ex calciatore italiano, di ruolo centrocampista, allenatore delle giovanili del Monza.

## Carriera

### Giocatore
Cominciò a giocare nel Corsico nel 1992, rimanendovi per due stagioni in cui segnò due gol. L'anno seguente passò all'Udinese in Serie B, con cui collezionò quattro presenze ottenendo la promozione in Serie A. Nel 1995 andò alla Nocerina in Serie C1 e nel 1996 all'Acireale sempre in C1. Quindi ritornò all'Udinese, in Serie A, facendo il suo esordio nella massima serie.

### Dopo il ritiro
Dopo aver ricoperto il ruolo di vice-allenatore al Naviglio Trezzano, ha allenato i giovanissimi regionali all'Accademia Internazionale Calcio di Milano
Vincendo il titolo regionale della Lombardia nella stagione 2013/2014.
Stagione 2015/2016 ricopre il ruolo di responsabile tecnico per l'academy Udinese in Lombardia.
Nella stagione 2015/2016 ha ricoperto il ruolo di allenatore della rappresentativa della Lombardia categoria GIOVANISSIMI, diventando Campione d'Italia vincendo il Torneo delle Regioni in Calabria, portando alla Lombardia il primo tricolore della sua storia in questa categoria.
Nella stagione 2017-2018 ricopre il ruolo di allenatore degli Under 17 del Monza, riuscendo a conquistare l'accesso alle finali italiane.Nella stagione 2018-19 allena under17 Monza 2019-20 under 16 Monza 2020-21 under17 Monza 2021-22 under 15 Monza vincendo il girone A davanti alla Juventus 2022-23 under 17 Monza 